# Igorot
Igorot is de overkoepelende naam voor aantal inheemse bevolkingsgroepen in het noorden van de Filipijnen. De naam Igolote, Igolot of Igorotte werd door de Spanjaarden gebruikt, wanneer ze het hadden over de inheemse bevolking van de Cordillera Central. Tegenwoordig gebruikt men het verbasterde woord Igorot nog steeds als verzamelnaam, voor de bevolking van deze bergketen. In het algemeen worden de volgende zes bevolkingsgroepen tot de Igorot gerekend: de Bontoc, de Ibaloi, de Ifugao, de Isneg (of Apayao), de Kalinga en de Kankana-ey. Niet al deze bevolkingsgroepen beschouwen zichzelf ook als Igorot.

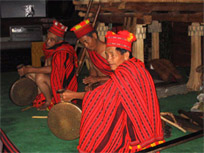
Ifugao
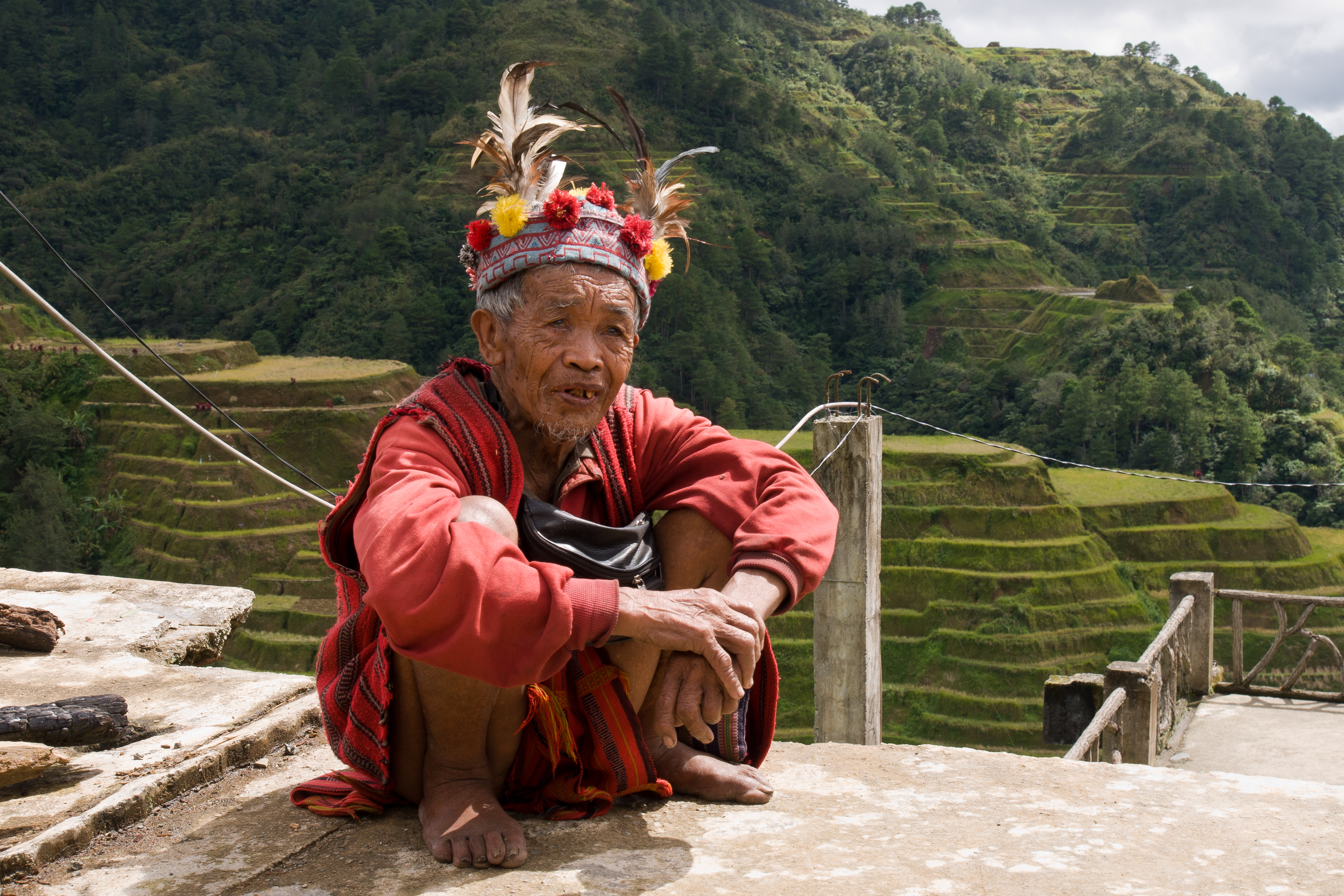
Ifugao
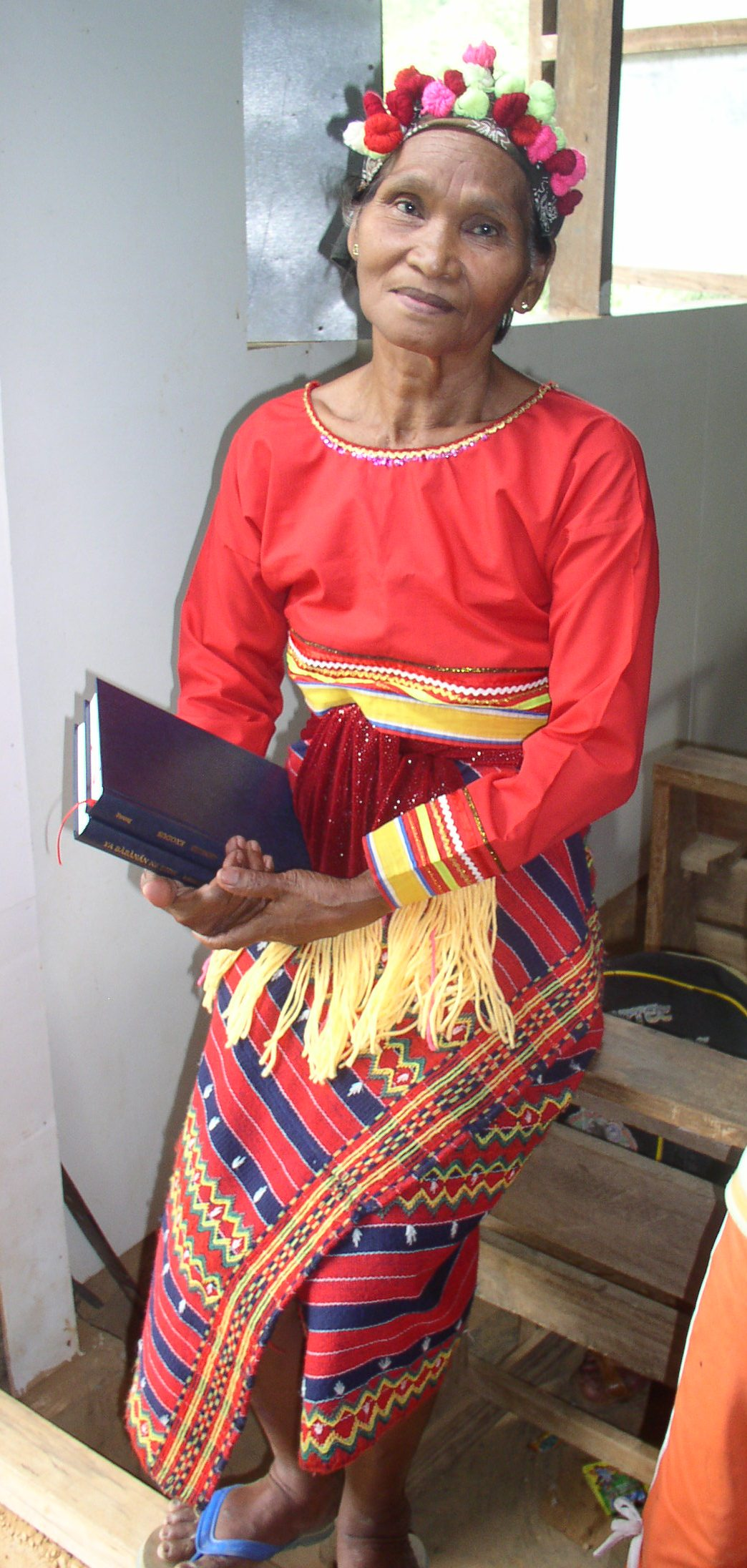
Isneg
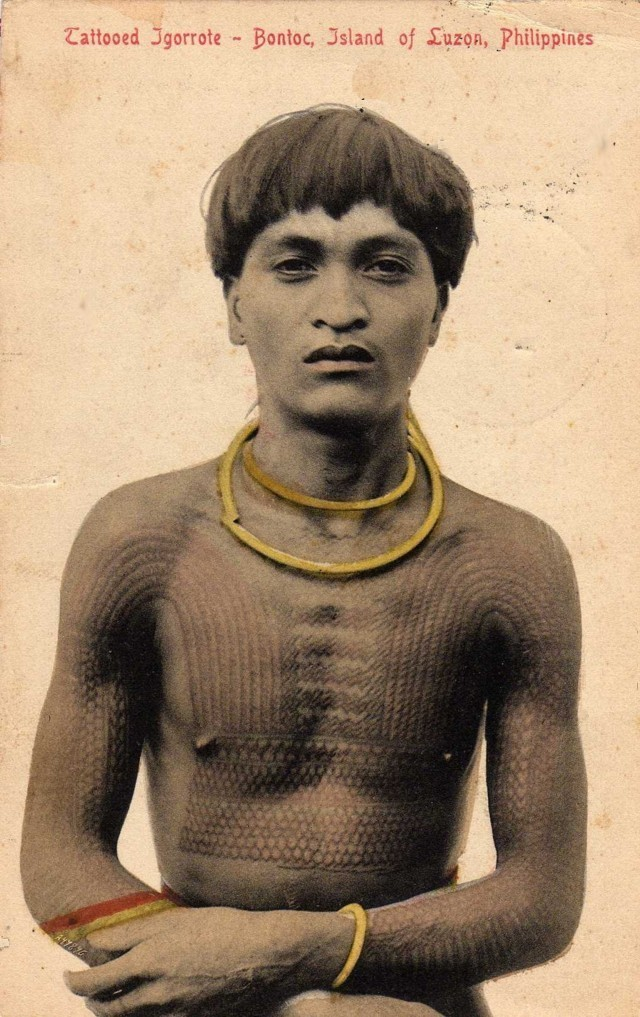
Bontoc